# Giraffa dei Medici

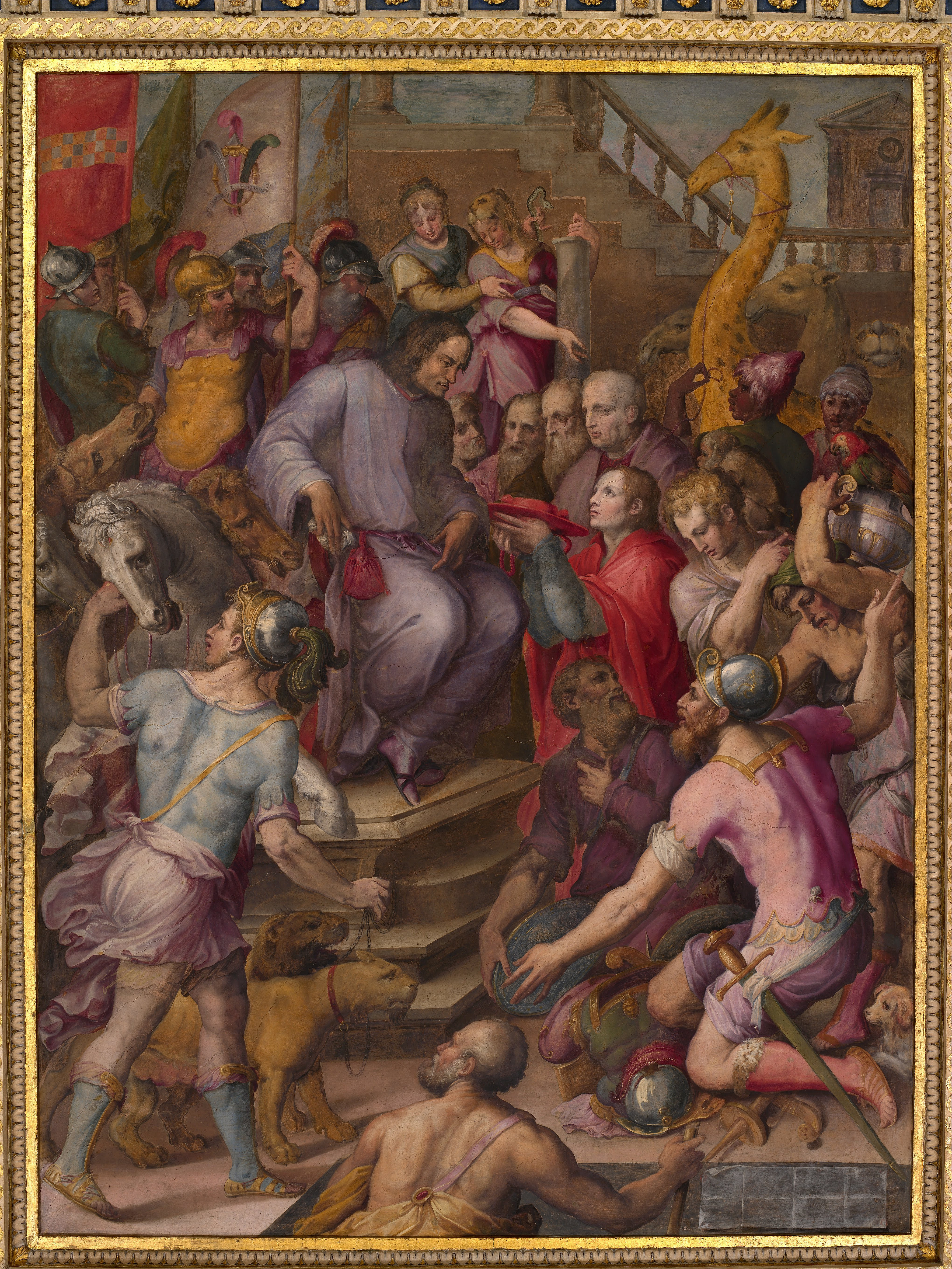
Lorenzo il Magnifico riceve l'omaggio degli ambasciatori, affresco di Giorgio Vasari (1556-1558), Sala di Lorenzo il Magnifico, Museo di Palazzo Vecchio, Firenze.

La giraffa dei Medici (conosciuta anche come giraffa di Lorenzo il Magnifico) fu una giraffa regalata il 18 novembre 1487 a Lorenzo de' Medici da Mohamed Ibn-Mahfuz (citato come Malfot), ambasciatore del sultano d'Egitto al-Ashraf Qaitbay, nel tentativo di ottenere il sostegno dei Medici.
L'animale suscitò grande scalpore al suo arrivo a Firenze: anche se i Medici già mantenevano una grande ménagerie e avevano già mostrato al popolo qualche anno prima un gigantesco manichino di giraffa durante pubblici intrattenimenti con animali offerti alla cittadinanza, questa fu la prima volta che un esemplare vivente veniva visto in città. Si ritiene che sia stata la prima apparizione di una giraffa vivente in Italia dai tempi dell'antica Roma. Tuttavia, l'esemplare non sopravvisse a lungo e non si vide in Europa un'altra giraffa per quasi 300 anni.

## Storia
Nel 46 a.C. Giulio Cesare celebrò i suoi trionfi in Egitto ritornando a Roma con un vasto serraglio, la cui attrazione principale era una giraffa, la prima mai vista in Europa. I Romani non sapevano cosa pensare di un tale animale e lo chiamarono "cameleopardo", perché sembrava loro incarnare le caratteristiche sia del camello sia del leopardo (infatti, a tutt'oggi il nome scientifico dell'animale è "Giraffa camelopardalis"). Cesare fece sbranare l'animale dai leoni nell'arena, probabilmente per enfatizzare il proprio potere sacrificando una creatura così rara.
Lorenzo aveva letto del successo dello spettacolo della giraffa di Cesare e intravide un modo per aumentare la propria reputazione a Firenze attraverso l'emulazione di Cesare. Si rese anche conto che avrebbe potuto ottenere maggior influenza politica regalando l'animale e promise di inviarlo ad Anna di Francia dopo il soggiorno a Firenze.
Che la giraffa fosse stata fornita da Qaitbay rimane incerto, in quanto non vi è alcuna traccia della sua cessione, ma sembra probabile: egli era noto per aver avuto giraffe nel suo serraglio, chiese aiuto a Lorenzo contro gli Ottomani proprio nel periodo di arrivo della giraffa a Firenze, e Lorenzo intercesse per lui poco dopo.
Anche se esistono fonti secondo cui all'epoca anche Alfonso duca di Calabria ed Ercole I d'Este duca di Ferrara mantenessero giraffe nei rispettivi serragli, i loro esemplari (ammesso siano esistiti) non ottennero la risonanza della giraffa medicea, che fu raffigurata in dipinti e affreschi di Francesco Botticini, Giorgio Vasari, Bacchiacca, Piero di Cosimo e celebrata in poesie. Angelo Poliziano si disse molto meravigliato nell'osservare le strane "piccole corna" (curnicula) della giraffa, mai descritte nelle precedenti opere antiche (Quoniam de his nihil hactenus in veteribus memoria legebamus) di Orazio, Cassio Dione, Eliodoro di Emesa e altri.
Anna di Francia, nonostante avesse scritto a Lorenzo ricordando la sua promessa di inviarle la giraffa, rimase delusa. Lorenzo fece costruire stalle speciali per l'animale, sia nella villa di famiglia a Poggio a Caiano e in via della Scala a Firenze, con riscaldamento per proteggerlo dagli umidi inverni fiorentini. Tuttavia, poco dopo il suo arrivo, la giraffa si ruppe il collo e morì il 2 gennaio 1488 mentre la sua testa era bloccata dalle travi di queste scuderie.
In Europa non si videro più giraffe vive fino a quando Mehmet Ali Pasha inviò tre giraffe in dono nel 1827: una a Giorgio IV del Regno Unito, una a Francesco II d'Asburgo-Lorena, una terza a Carlo X di Francia. Ognuna di esse fu all'origine di grande scalpore nelle città di Londra, Vienna e Parigi, ma solo l'ultima, chiamata Zarafa, sopravvisse per più di due anni.

## Galleria d'immagini

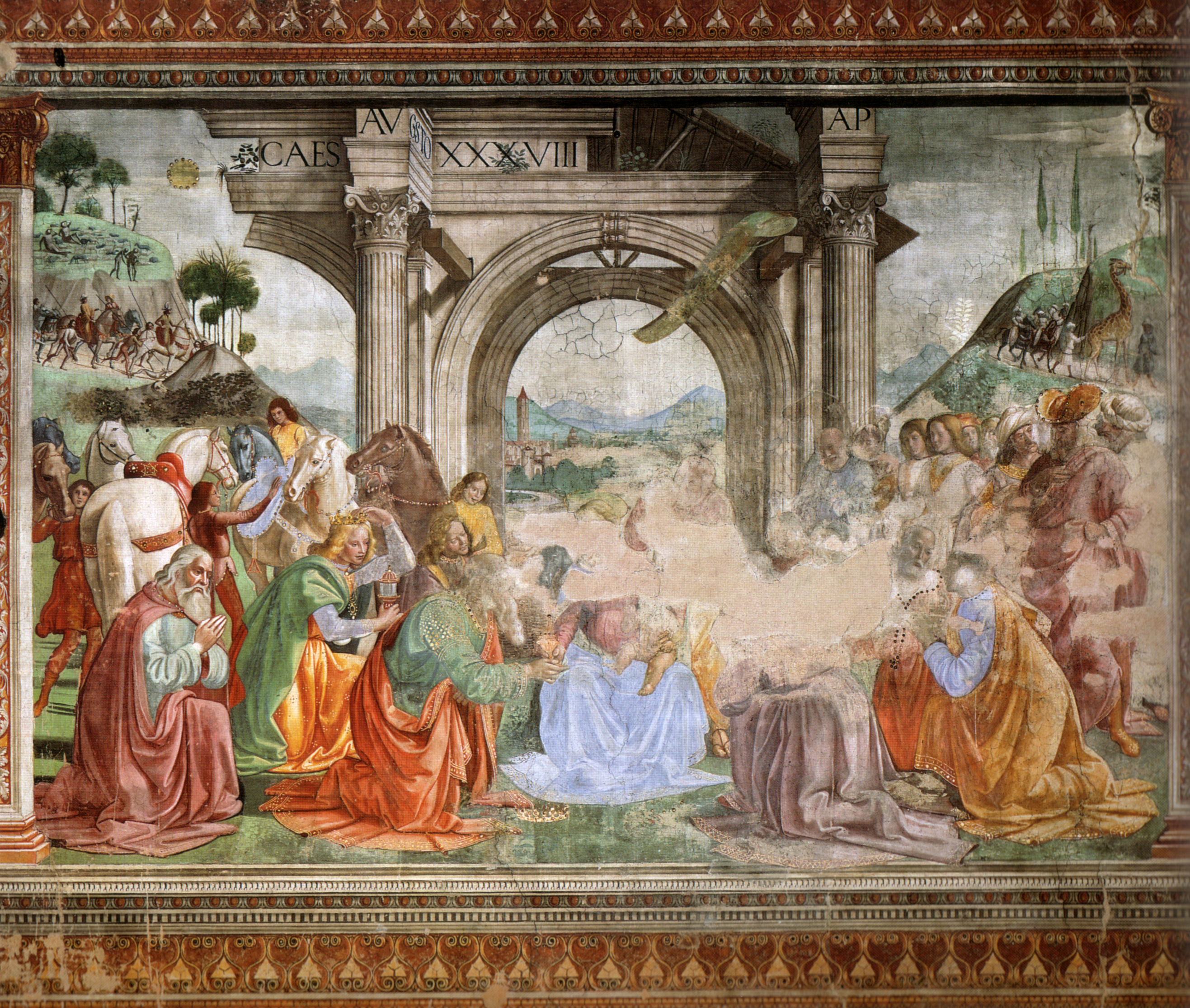
Adorazione dei Magi, affresco di Domenico Ghirlandaio nella Cappella Tornabuoni (1486-1490)
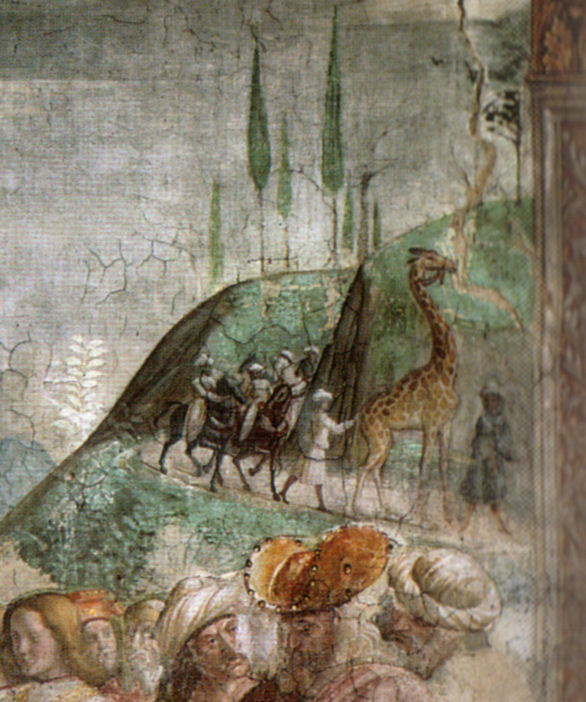
Dettaglio
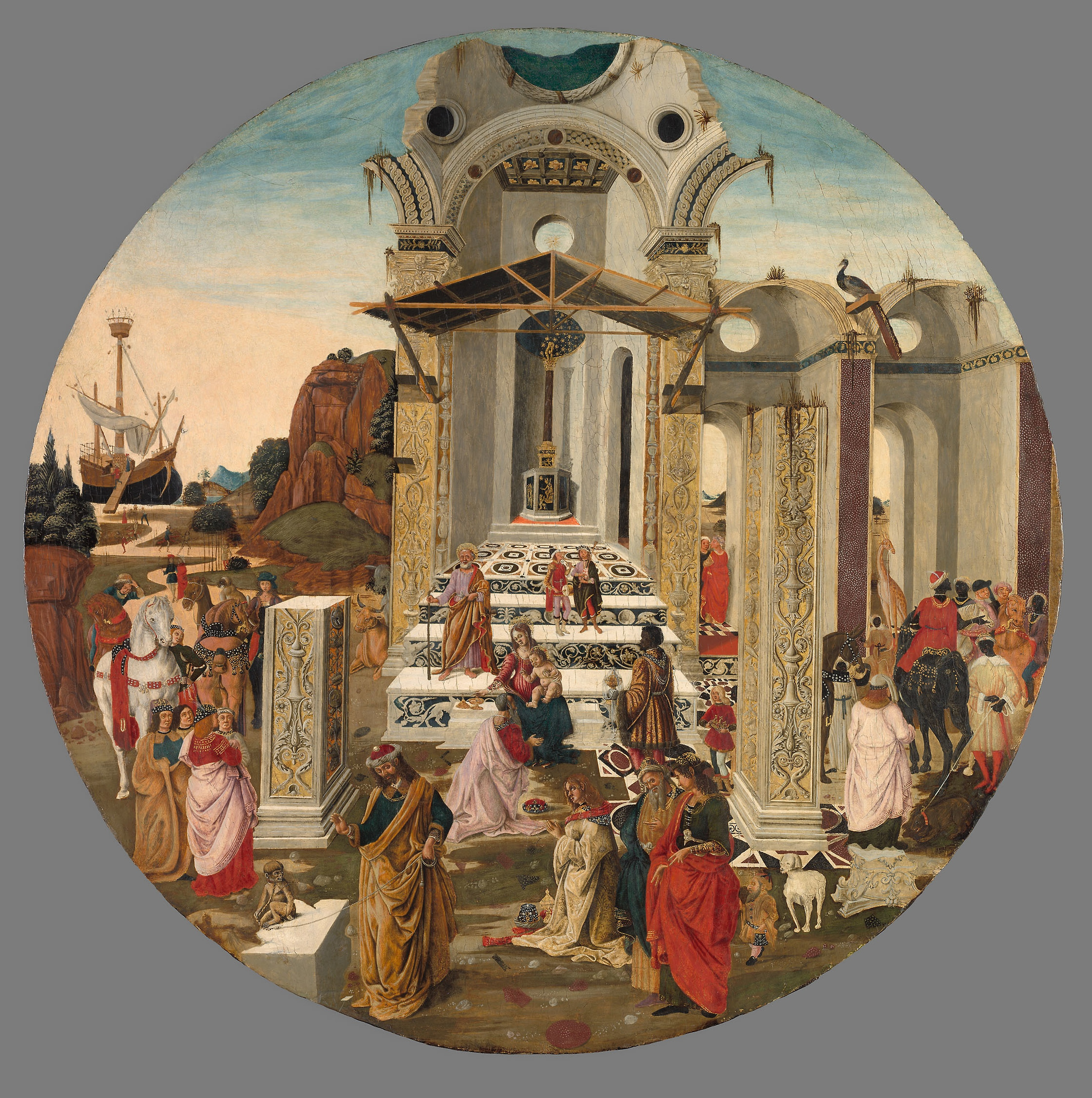
Adorazione dei Magi, tempera su tavola di Raffaello Botticini (ca. 1495)
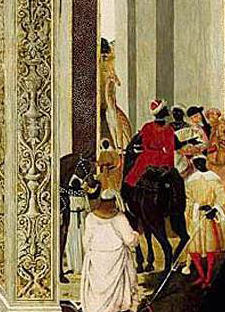
Dettaglio
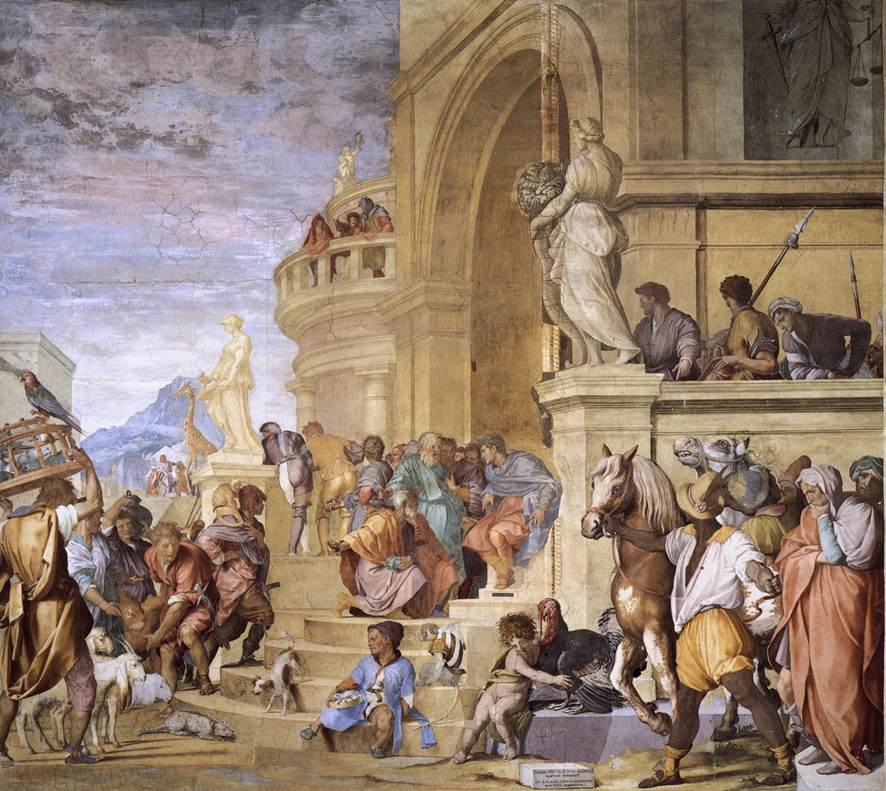
Tributo a Cesare, affresco di Andrea del Sarto (1520-1525) nella Villa medicea di Poggio a Caiano
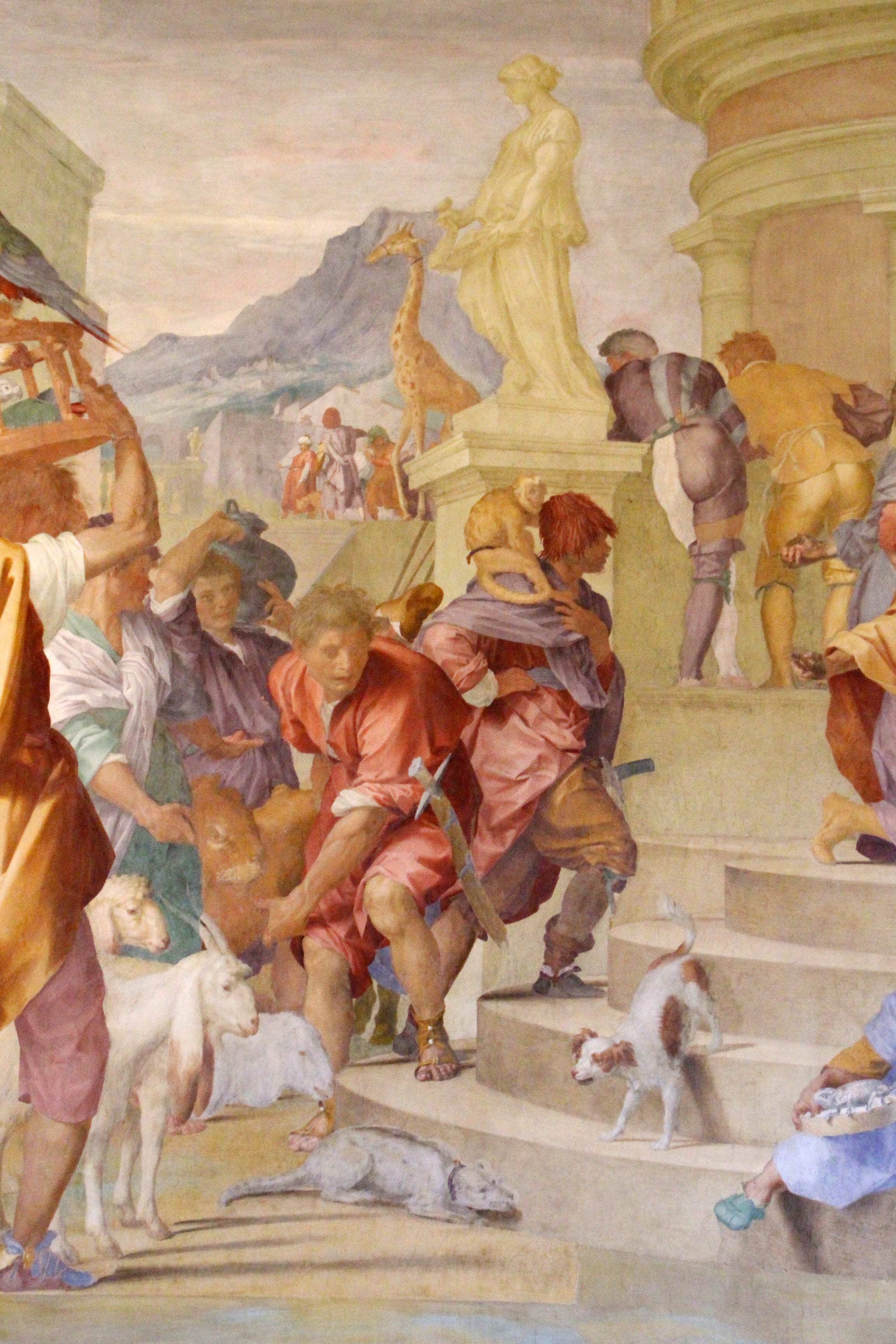
Dettaglio
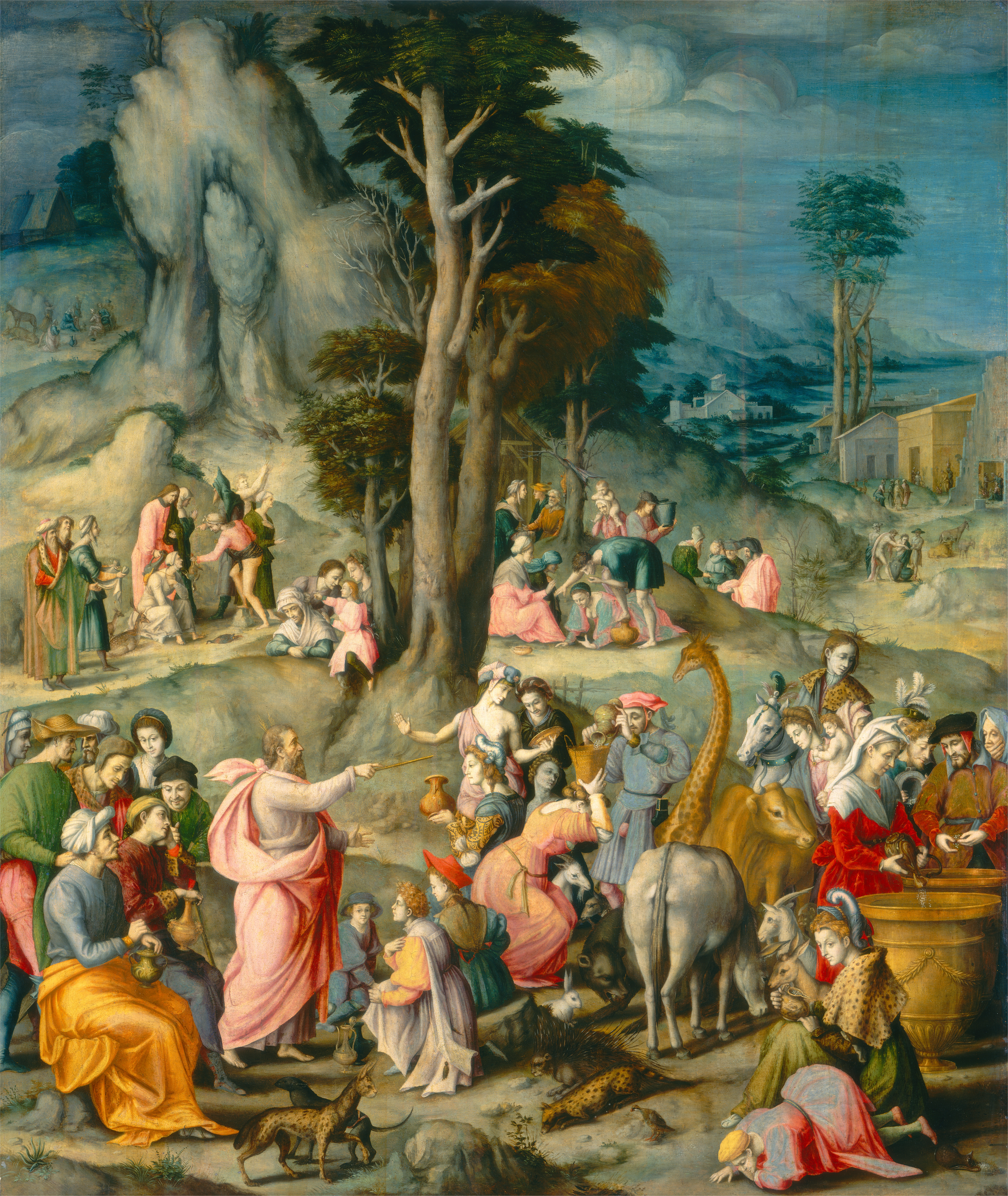
La raccolta della manna, olio su tavola di Francesco Bachiacca (1540-1555)
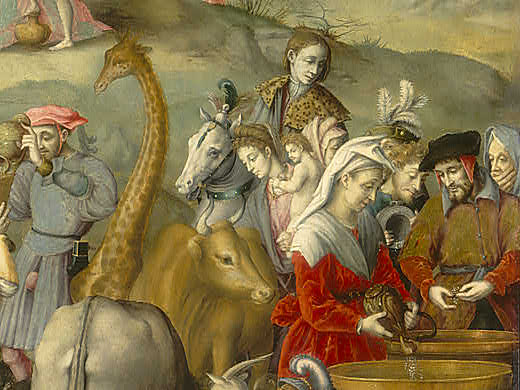
Dettaglio